# Ossie Davis
Raiford Chatman 'Ossie' Davis (Cogdell, 18 december 1917 - Miami Beach, 4 februari 2005) was een Amerikaans acteur, filmregisseur en scenarioschrijver. Hij werd in 1969 genomineerd voor een Golden Globe voor zijn bijrol als Joseph Lee in de komedie-westernfilm The Scalphunters. Daarnaast werd hij genomineerd voor een Primetime Emmy Award in zowel 1969 (voor The Scalphunters), 1978 (voor zijn bijrol in de miniserie King), 1997 (voor zijn bijrol in de televisiefilm Miss Evers' Boys) als 2005 (voor zijn gastrol in de dramaserie The L Word). Elf prijzen werden Davis daadwerkelijk toegekend, waaronder een Life Achievement Award van het Screen Actors Guild in 2001 en een Writers Guild of America Award voor het schrijven van For Us the Living: The Medgar Evers Story (1983, samen met Ken Rotcop), een aflevering van de anthologieserie American Playhouse.

## Carrière
Davis maakte in 1950 zijn film- en acteerdebuut als John Brooks in het misdaaddrama No Way Out. Dat bleek zijn eerste van 35 filmrollen, 64 inclusief die in televisiefilms. Daarnaast had Davis rollen als wederkerend personage in vijftien televisieseries, waarvan die als Ponder Blue in de sitcom Evening Shade met 97 afleveringen veruit het omvangrijkst was. Ook had hij eenmalige rollen in afleveringen van meer dan twintig andere series. Voorbeelden daarvan zijn The Fugitive (in 1966), Bonanza (1969), Hawaii Five-O (1974), Cosby (1999) en JAG (2003).
Davis heet eigenlijk Raiford Chatman, afgekort RC. Toen zijn moeder hem na zijn geboorte aan ging geven bij de burgerlijke stand, verstond de ambtenaar daar haar verkeerd en hoorde die in plaats daarvan 'Ossie'. Davis heeft die naam de rest van zijn leven gebruikt.

## Filmografie

### Films als acteur
*Exclusief 29 televisiefilms
| - Proud (2004) - She Hate Me (2004) - How to Get the Man's Foot Outta Your Ass (2003) - Bubba Ho-Tep (2002) - Here's to Life! (2000) - Dinosaur (2000, stem) - Dr. Dolittle (1998) - I'm Not Rappaport (1996) - Get on the Bus (1996) - The Client (1994) - Grumpy Old Men (1993) - Cop and ½ (1993) - Malcolm X (1992, stem) - Gladiator (1992) - Jungle Fever (1991) - Joe Versus the Volcano (1990) - Do the Right Thing (1989) - School Daze (1988) | - Avenging Angel (1985) - The House of God (1984) - Harry & Son (1984) - Hot Stuff (1979) - Countdown at Kusini (1976) - Let's Do It Again (1975) - Slaves (1969) - Sam Whiskey (1969) - The Scalphunters (1968) - A Man Called Adam (1966) - The Hill (1965) - Shock Treatment (1964) - The Cardinal (1963) - Gone Are the Days! (1963) - The Joe Louis Story (1953) - Fourteen Hours (1951) - No Way Out (1950) |

### Televisieseries als acteur
*Exclusief eenmalige gastrollen
- The L Word - Melvin Porter (2004-2005, vier afleveringen)
- Touched by an Angel - Erasmus Jones / Gabriel (1996-2002, vijf afleveringen)
- Third Watch - Mr. Parker (1999-2000, drie afleveringen)
- City of Angels - Henry Charles (2000, twee afleveringen)
- The Client - Harry Roosevelt (1995-1996, veertien afleveringen)
- The Great Battles of the Civil War - stem W.H. Carney (1994, miniserie)
- Evening Shade - Ponder Blue (1990-1994, 97 afleveringen)
- The Stand - Richard Farris (1994, drie afleveringen - miniserie)
- Queen - Parson Dick (1993, miniserie)
- B.L. Stryker - Oz Jackson (1989-1990, twaalf afleveringen)
- King - Martin Luther King Sr. (1978, drie afleveringen - miniserie)
- Run for Your Life - Dave Corbett (1967, twee afleveringen)
- The Defenders - Daniel Jackson (1961-1965, acht afleveringen)
- Car 54, Where Are You? - Omar Anderson (1962-1963, zeven afleveringen)
- Play of the Week - Verschillende (1960-1961, twee afleveringen)

### Films als regisseur
*Exclusief kortfilms
- Crown Dick (1987, televisiefilm)
- Countdown at Kusini (1976)
- Gordon's War (1973)
- Black Girl (1972)
- Kongi's Harvest (1970)
- Cotton Comes to Harlem (1970)

### Films als schrijver
*Exclusief kortfilms
- Purlie (1981, televisiefilm, samen met Philip Rose en Peter Udell)
- Countdown at Kusini (1976, samen met Al Freeman Jr., Ladi Ladebo en John Storm Roberts)
- Cotton Comes to Harlem (1970, samen met Chester Himes en Arnold Perl)
- Gone Are the Days! (1963)

## Privé
Davis trouwde in 1948 met actrice Ruby Dee, met wie hij samenbleef tot aan zijn overlijden. Met haar kreeg hij dochters Nora en LaVerne en zoon Guy Davis, die uitgroeide tot professioneel bluesgitarist. Davis en Dee brachten in 2000 hun gezamenlijke autobiografie uit, getiteld With Ossie and Ruby: In This Life Together.
- Bibsys: 3057821
- Biblioteca Nacional de España: XX1169628
- Bibliothèque nationale de France: cb14013387c (data)
- Gemeinsame Normdatei: 122277317
- International Standard Name Identifier: 0000 0001 1584 4415
- Library of Congress Control Number: n82059429
- MusicBrainz: fb6c3ba1-2bd1-4c7b-a5d9-d12b23e6f028
- Nationale Bibliotheek van Tsjechië: xx0150527
- Nationale Bibliotheek van Israël: 987007277256105171
- Nederlandse Thesaurus van Auteursnamen: 075263424
- SNAC: w64m9qk0
- Système universitaire de documentation: 052199401
- Trove: 1568870
- Virtual International Authority File: 208582
- WorldCat: E39PBJwtkwQxqbmV93WkyxH6Kd